# Mr. Pig
Mr. Pig es una película mexicana dirigida por Diego Luna, protagonizada por Danny Glover, Maya Rudolph y José María Yazpik. Fue estrenada el 23 de julio de 2016 en la Ciudad de México.

## Sinopsis
Amnbrose Eubanks, un criador de cerdos de la vieja escuela de Georgia, al borde de perder la granja familiar, se embarca en un viaje por carretera con Howard, su amado y enorme cerdo. Durante su camino a través de la frontera con México para encontrar un nuevo hogar a "Howie", los problemas con el alcohol y el deterioro de salud comienzan a cobrarle factura, modificando sus planes. Su distanciada hija, Eunice, se ve obligada a unirse a ellos en su aventura. Impulsado por fuertes convicciones y terquedad en sus viejas costumbres, Eubanks intenta hacer las paces a través de su devoción a "Howie" y el deseo de reparar sus relaciones rotas. 

## Elenco
- Danny Glover - Ambrose Eubanks
- Maya Rudolph - Eunice
- José María Yazpik	- Payo
- Joel Murray - Gringo
- Angélica Aragón - Chila
- Gabriela Araujo - Brianda
- Paulino Partida - Ermilo

## Premios y reconocimientos

### Premio Ariel(2017)
| Categoría              | Persona         | Resultado |
| ---------------------- | --------------- | --------- |
| Mejor Actor            | Danny Glover    | Nominado  |
| Mejor Actriz           | Maya Rudolph    | Nominada  |
| Mejor Fotografía       | Damián García   | Nominado  |
| Mejor Actriz de Cuadro | Angélica Aragón | Nominada  |

### Dallas International Film Festival
Premio del Jurado
| Categoría      | Persona    | Resultado |
| -------------- | ---------- | --------- |
| Mejor Película | Diego Luna | Ganador   |